# 教区长楼
43°43′8.09″N 10°24′0.43″E / 43.7189139°N 10.4001194°E
教区长楼（Palazzo della Canonica）是意大利比萨的一座历史建筑，位于市中心骑士广场的南侧，毗邻圣斯德望骑士团教堂。
它建于1566年，取代了原先的几座中世纪建筑物，如同广场上的其他新建筑，均为瓦萨里设计。后来又有一些扩建，一直持续到十七世纪。建筑物的装修比较简单。